# 19 вересня
19 вересня — 262-й день року (263-й у високосні роки) в григоріанському календарі. До кінця року залишається 103 дні.

## Свята і пам'ятні дні

### Міжнародні
- День народження смайлика. (1982)
- Міжнародний день наслідування піратів.

### Національні
- Італія, Неаполь: Фестиваль Сент-Дженнеро.
- Чилі: День армії.
- Колумбія: День дружби і любові.
- Непал: День Конституції.
- Молдова: День працівника цивільної авіації.
- Сент-Кіттс і Невіс: День незалежності.

### Релігійні

#### Західне християнство
- Пам'ять священномученика Януарія Беневентського:
  - Свято Сан-Дженнаро[en].
- Пам'ять мучеників Трофима, Сабатія та Доримедонта[en];
- Пам'ять святих Алонсо де Ороско Мена[en], Ґеріка Мецького[en] та Теодора Кентерберійського;
- Богомати з Ла-Салетт.

#### Східне християнство[1]
- Пам'ять мучеників Трофима, Саватія і Доримедонта та пустинника Зосими;
- Пам'ять благовірного великого князя Ігоря Чернігівського та Київського.

## Іменини
✝  Католицькі: Алонса, Ґерік, Емілі, Констанцій, Сабатій, Теодор, Трофим, Януарій.
✙ Православні: Доримедонт, Зосим, Ігор, Саватій, Трофим.

## Події
- 1356 — в ході Столітньої війни англійці на чолі з принцом Уельським Едвардом розбили французів в битві при Пуатьє і взяли в полон французького короля Іоана II Доброго
- 1618 — початок облоги Пльзеня
- 1559 — біля берегів Флориди затонули п'ять іспанських кораблів, близько 600 людей загинули
- 1648 — в Квебеці Жаком Бойдоном (Jaceques Boisdon) відкрита перша в Канаді таверна
- 1654 — в Квебеці зареєстровано перший в Канаді шлюб: 11-літня М. Седільо (Marguerite Sedillot) стала дружиною Ж. Обушо (Jean Aubucho))
- 1670 — почалось повстання на Слобожанщині проти московських воєвод
- 1676 — розпочався штурм московськими військами гетьманської столиці Чигирин
- 1777 — в першій битві при Саратозі британська армія зазнала поразки від американських військ
- 1783 — французькі брати Монгольф'є, у присутності короля Людовика XVI, запустили першу повітряну кулю з тваринами на борту (вівця, півень і качка)
- 1790 — російський письменник Радищев засланий до Сибіру за свою «Подорож із Петербурга до Москви»
- 1841 — збудована перша міжнародна залізниця (Страсбург-Базель)
- 1864 — в США запатентовані відкидні сидіння в автомобілях
- 1888 — в бельгійському курорті Спа відбувся перший в історії конкурс краси. Переможницею була визнана 18-літня креолка з Гваделупи Берта Сукаре (англ. Bertha Soucaret)
- 1891 — до Канади (Монреаль) прибули перші українські поселенці
- 1919 — у Києві денікінцями було розгромлено одну із найстаріших та найбільших україномовних книгарень (по вулиці Безаківській). В акті спалених книжок — 40 543 примірники, всі україномовні.
- 1920 — до Дубна й Луцька вступили частини 3-ї польської армії, до Тернополя — одночасно частини 6-ї польської армії та Дієвої Армії УНР.
- 1941 — німецькі війська увійшли до Києва, залишеного червоноармійськими військами. До німецького полону в цій операції потрапили 665 тис. осіб (дані Курта фон Тіппельскірка, німецького воєнного історика, під час війни бойовий генерал Вермахту)
- 1944 — СРСР, Велика Британія та Фінляндія підписали мирну угоду, за якою до складу СРСР передано території Петсамо, Салла та Карельський перешийок
- 1945 — до Північної Кореї з сибірського табору повернувся майбутній вождь Кім Ір Сен
- 1982 — професор Університету Карнегі-Меллона Скотт Фалман запропонував використовувати смайлик (на основі двокрапки, дефіса й дужки) як вияв емоції у спілкуванні в мережі
- 1983 — Сент-Кіттс і Невіс отримав повну незалежність
- 1985 — землетрус в Мехіко, в результаті підземних поштовхів силою 8,1 балів за шкалою Ріхтера загинули близько 9000 чоловік, десятки будівель були повністю зруйновані
- 1991 — у Києві відновлена діяльність Києво-Могилянської академії
- 2006 — у Таїланді відбувся військовий переворот
- 2015 — найбільший автовиробник світу концерн Volkswagen AG був спійманий на фальсифікації даних викидів шкідливих речовин його турбодизельними двигунами

## Народились
Див. також Категорія:Народились 19 вересня
- 767 — Сайтьо, японський монах, засновник буддистської школи Тендай-сю в Японії.
- 866 — Лев VI Філософ, візантійський імператор із Македонської династії (886—912 рр.)
- 1730 — Огюстен Пажу, французький скульптор, представник класицизму.
- 1782 — Яким Нахімов, харківський поет-сатирик.
- 1858 — Адріан Кащенко, український письменник
- 1911 — Вільям Голдінг, англійський письменник
- 1934 — Брайан Епстайн, британський продюсер, менеджер групи «Бітлз»
- 1942 — Євген Станкович, український композитор, голова Національної спілки композиторів України (з 2005 р.)
- 1948 — Михайло Тімофті, молдовський режисер, актор, музикант
- 1959 — Віктор Андрієнко, український актор кіно й телебачення, комік
- 1960 — Оксана Забужко, провідна українська письменниця, поетеса, есеїстка і публічна інтелектуалка.
- 1962 — Олександр Музичко, український націоналіст, військовик, учасник організацій СНУМ, УНА, УНСО. Координатор Правого сектору у Західній Україні.
- 1964 — Тріша Єрвуд, американська кантрі-співачка, акторка та письменниця.
- 1977 — Валерій Гончаров, український гімнаст, олімпійський чемпіон (2004) і срібний призер (2000) Олімпійських ігор
- 1982 — Елені Даніліду, грецька тенісистка
- 1990 — Юлія Джима, українська біатлоністка, чемпіонка Олімпійських ігор.

## Померли
Дивись також Категорія:Померли 19 вересня
- 1147 — Ігор ІІ, Великий князь київський.
- 1710 — Оле Ремер, данський астроном, який перший виміряв швидкість світла
- 1812 — Маєр Амшель Ротшильд, засновник банківського дому Ротшильдів.
- 1843 — Гаспар-Гюстав Коріоліс, французький математик і механік
- 1881 — Джеймс Гарфілд, президент США (від смертельного поранення)
- 1903 — Сидір Воробкевич, український письменник, композитор, православний священик
- 1931 — Світославський Сергій Іванович, український маляр-пейзажист і карикатурист.
- 1935 — Костянтин Ціолковський, російський науковець польського походження, піонер космонавтики
- 1953 — Климент Квітка, український музикознавець та фольклорист, чоловік Лариси Косач (Лесі Українки)
- 1968 — Честер Карлсон, американський фізик та винахідник.
- 1969 — Зінаїда Серебрякова, видатна українська і французька художниця з родини Бенуа-Лансере.
- 1985 — Італо Кальвіно, італійський письменник.
- 1995 — Рудольф Пайєрлс, англійський фізик-теоретик.